# Stenophylax curvidens
Stenophylax curvidens là một loài Trichoptera trong họ Limnephilidae. Chúng phân bố ở miền Cổ bắc.